# Köztársaság emlékmű (Isztambul)
A Köztársaság emlékmű (Cumhuriyet Anıtı) az isztambuli Taksim téren áll. A Török Köztársaság kikiáltásának (1923) emlékére emelték közadakozásból, két és fél év alatt készítette el Pietro Canonica olasz szobrász, és 1928. augusztus 8-án leplezte le dr. Hakkı Şinasi pasa.
A tizenegy méter magas szobor a köztársaság alapítóit ábrázolja, főhelyen áll Mustafa Kemal Atatürk, aki a szobor állítását kezdeményezte, mellette İsmet İnönü és Fevzi Çakmak. Az emlékmű két oldalról látható, északi oldala egy korábbi időszakban ábrázolja Atatürköt, a másik, amely az Istiklal sugárút felé néz, modern, nyugat-európai ruházatban ábrázolja Atatürköt és társait; ez jelképezi az elnök kettős szerepét a hadsereg főparancsnokaként és államférfiként. A mögötte lévő csoportban ott áll többek közt Mihail Frunze, az októberi szocialista forradalom egyik fontos vezetője, és Kliment Vorosilov, a Szovjetunió marsallja. Jelenlétük utal a katonai segítségre, amelyet Lenin adott az országnak a török függetlenségi háború idején, 1920-ban.
Az emlékműnél nemzeti ünnepeken hivatalos ünnepségeket tartanak.

## Fordítás
- Ez a szócikk részben vagy egészben  a   Republic Monument című angol Wikipédia-szócikk ezen változatának fordításán alapul.  Az eredeti cikk szerkesztőit annak laptörténete sorolja fel. Ez a jelzés csupán a megfogalmazás eredetét és a szerzői jogokat jelzi, nem szolgál a cikkben szereplő információk forrásmegjelöléseként.